# Paradinas
Paradinas  es una localidad del municipio de Santa María la Real de Nieva, en la provincia de Segovia, en la comunidad autónoma de Castilla y León, España. Se encuentra a una distancia de 30 km de Segovia, la capital provincial, en el territorio de la Campiña Segoviana.
Pertenece al partido judicial de Santa María la Real de Nieva, a la cual estuvo unida como barrio dependiente durante unos años, hasta el reconocimiento de su autonomía como Entidad Local Menor.
Desde 1949 existe una leyenda que recorre el municipio acerca del espíritu de un joven labrador fallecido. Según los lugareños suele ser visto en los caminos que conectan Paradinas con los municipios vecinos de Marazuela y Balisa.

## Geografía

### Ubicación
El pueblo de Paradinas, está situado al suroeste de la provincia de Segovia, en la comarca denominada la Campiña, a 22 km de la capital. Su altura sobre el nivel del mar es de 900 m, en una superficie de 15,67 km² que limita con los términos municipales de Marazuela, Anaya, Aragoneses y Balisa.
Acceso desde Segovia.
Situado a una hora escasa de Madrid y a solo 25 km de Segovia capital.
Se accede a él desde Madrid por la Autovía A-6 y la nueva autopista a Segovia. Desde esta, y antes de entrar en la ciudad, a través de la carretera comarcal 605 (km 26), que une Segovia capital con Arévalo. Siendo esta una ruta cómoda, rápida, y de fácil conducción.
Alternativamente, se llega a Paradinas tras veinte y pocos kilómetros de carreteras locales, desde la población de Villacastín, en el km. 82 de la Autovía A-6.

### Límites
| Noroeste: Balisa, Aragoneses    | Norte: Aragoneses          | Noreste: Aragoneses       |
| Oeste: Balisa, Villoslada       |                            | Este: Anaya               |
| Suroeste: Villoslada, Marazuela | Sur: Villoslada, Marazuela | Sureste: Anaya, Marazuela |

## Historia
Los restos de materiales más antiguos encontrados en Paradinas indica que el poblamiento del lugar pudo iniciarse durante la II edad de Hierro, probablemente en el siglo III a. C., sus pobladores pertenecientes a los pueblos celtas pudieron ser vacceos o arévacos. Aunque una investigación más profunda quizás podría alejarnos en dos o tres siglos esta fecha; su situación y la bondad de su suelo para la agricultura y pastos nos hace pensar en los pueblos célticos de la II Edad del Hierro (probablemente vacceos) como los primeros pobladores del lugar de una forma permanente. Desde esta época la ocupación es continua hasta la ruptura de la invasión islámica, no descartándose la posible ocupación temporal del lugar por parte de algún grupo tal vez bereber.
La romanización de esta zona, dejó en Paradinas su huella más significativa con los restos de una villa romana, datable entre los siglos III y IV d. C., típica del mundo bajoimperial; la importancia que debió tener, viene acreditada por los ricos mosaicos que decoraban sus suelo, algunos de los cuales aún permanecen enterrados.
La continuidad poblacional pervivió durante la etapa visigoda hasta su interrupción por la invasión musulmana en el primer tercio del siglo VIII.
La repoblación medieval de esta zona se inició a finales del siglo XI, debiéndose quizás a este momento el nombre del pueblo, Paradinas (del latín pares – parietis, pared), en referencia a los viejos edificios de origen romano, cuyas paredes estaban caídas. Paradinas fue cabeza de una cuadrilla perteneciente al Sexmo de la Trinidad, dentro de la Comunidad de Ciudad y Tierra de Segovia.
El siglo XVI, debió ser el periodo de mayor auge del lugar y en su primera mitad fue construida la actual iglesia; la peste del año 1599 causó probablemente la muerte de una quinta parte de los habitantes, de tal forma que la recuperación poblacional no se logró hasta bien entrado el siglo XIX.
Hasta 1970, cuándo se agregó al municipio de Santa María la Real de Nieva, estaba constituido como municipio independiente.
El 30 de mayo de 1993 el Ayuntamiento de Madrid inauguró una calle denominada Paradinas.
El 2000 se deniega la segregación de los barrios de Jemenuño, Paradinas y Villoslada, pertenecientes al municipio de Santa María la Real de Nieva (Segovia), para su constitución como nuevos e independientes municipios (BOE N.º140 12-6-2000).
En 2003 se autoriza la constitución de la Entidad Local Menor de Paradinas en el término municipal de Santa María la Real de Nieva.

## Demografía
| Gráfica de evolución demográfica de Paradinas entre 1842 y 1960 |
| |
| Población de derecho según los censos de población del INE Población de hecho según los censos de población del INEEn 1970 este municipio desaparece porque se integra en el municipio Santa María la Real de Nieva |

## Economía
Históricamente las actividades económicas principales de sus habitantes han sido la agricultura y la ganadería ovina.

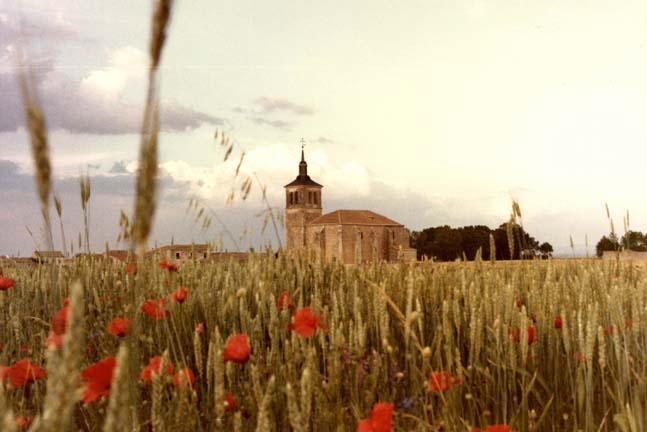
Campos de trigo en Paradinas.

El sector agrícola es el secano, con predominio del cereal, especialmente trigo y cebada. Avena, centeno, garbanzos y algarrobas apenas si se siembran actualmente, si bien desde hace unos veinticinco años, el cultivo del girasol se ha introducido con muy buenos resultados; las viñas se cultivaron desde los tiempos medievales pero prácticamente desaparecieron a lo largo del siglo XIX.
La cabaña ovina tuvo gran importancia, quizá desde la época medieval y oscila desde el año 1600 al año 1950, entre las 1500 y 4000 reses aproximadamente.
Sobre las actividades artesanales habría que destacar la existencia de cardadores entre el año 1500 y 1800, y dentro del sector de servicios también tuvieron cierta importancia los arrieros.

## Administración y política
Depende del Ayuntamiento de Santa María la Real de Nieva, pero cuenta con su propia alcaldía con cierto grado de autogestión al ser una entidad local menor desde 2003.
| Periodo   | Nombre              | Partido |
| --------- | ------------------- | ------- |
| 1979-1983 | ----                | ----    |
| 1983-1987 | ----                | ----    |
| 1987-1991 | ----                | ----    |
| 1991-1995 | ----                | ----    |
| 1995-1999 | ----                | ----    |
| 1999-2003 | ----                | ----    |
| 2003-2007 | Carlos Martín Pérez | PP      |
| 2007-2011 | Carlos Martín Pérez | PP      |
| 2011-2015 | Carlos Martín Pérez | PP      |
| 2015-2019 | Carlos Martín Pérez | PP      |
| 2019-2023 | Carlos Martín Pérez | PP      |
| 2023-act. | Carlos Martín Pérez | PP      |

### Organización municipal
Como Entidad Local Menor, dispone de una Junta Vecinal regulada por la Ley de Régimen Local de 1998 de Castilla y León. Al frente de esta Junta Vecinal hay un alcalde pedáneo, elegido democráticamente por los paradinenses. Este alcalde pedáneo nombra a un miembro de la Junta Vecinal, que se completa con el candidato de la segunda lista más votada, aunque tan solo en las elecciones locales de 2023 hubo dos candidatos y no solamente uno.

## Patrimonio

### Iglesia de Nuestra Señora de la Asunción

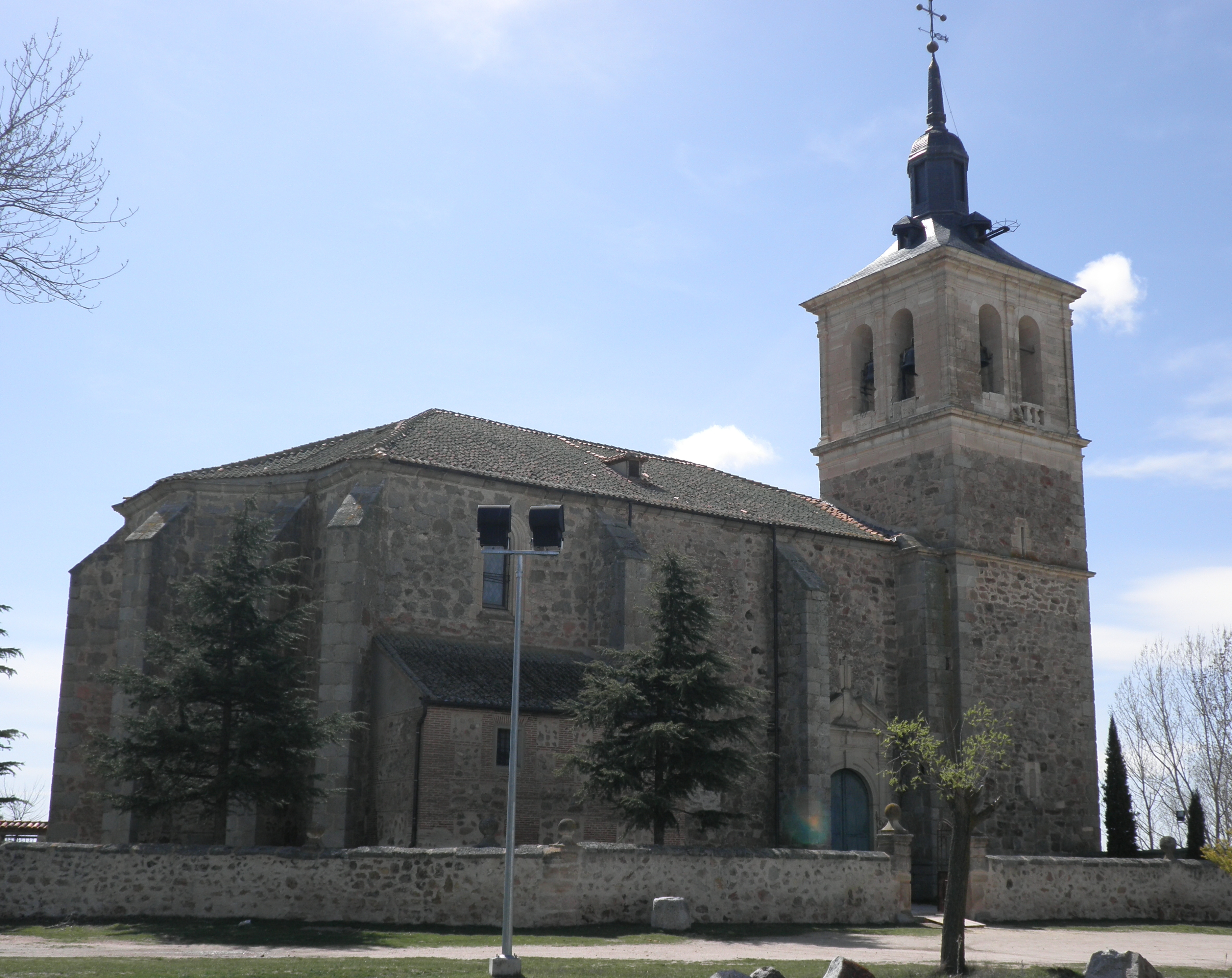
Iglesia de Nuestra Señora de la Asunción.

La iglesia de Nuestra Señora de la Asunción se construyó durante el siglo XVI y está catalogada como bien de interés cultural. Por su traza, se le ha atribuido a Rodrigo Gil de Hontañón; la torre fue levantada bajo las directrices de Diego de Matienzo. Es de estilo gótico, perceptible con mayor intensidad en las bóvedas de la cabecera; de tres naves y sostenidas por dos columnas toscanas y robustas columnas de fuste estriado, vista desde el exterior da la impresión de sobriedad y esbeltez. El altar mayor se adorna con buen retablo barroco en el que destaca, por su rareza, la escenificación del martirio de Santa Águeda. Los altares laterales son los de Santa Ana y el de Nuestra Señora del Rosario. Al pie de la iglesia existe otra capilla, donde se encuentra el Cristo de la Buena Muerte, que en su día se veneraba en la ermita del Cristo del Humilladero, por los hermanos de la cofradía de las cinco llagas. Sosteniendo la tribuna se puede ver un ejemplo magnífico de arco escarzado, y sobre la tribuna un buen órgano del siglo XVIII que fue traído a la localidad durante la Guerra de la Independencia, procedente de la Real Colegiata de San Ildefonso. Sobre el altar de Santa Ana se han colocado, en el interior de dos urnas, las reliquias que Fray Esteban de las Monjas, natural de Paradinas y monje cartujo en el monasterio de El Paular, donó a su pueblo en el año 1854. Bajo la tribuna se expone uno de los mosaicos de la villa romana.

### El palacio

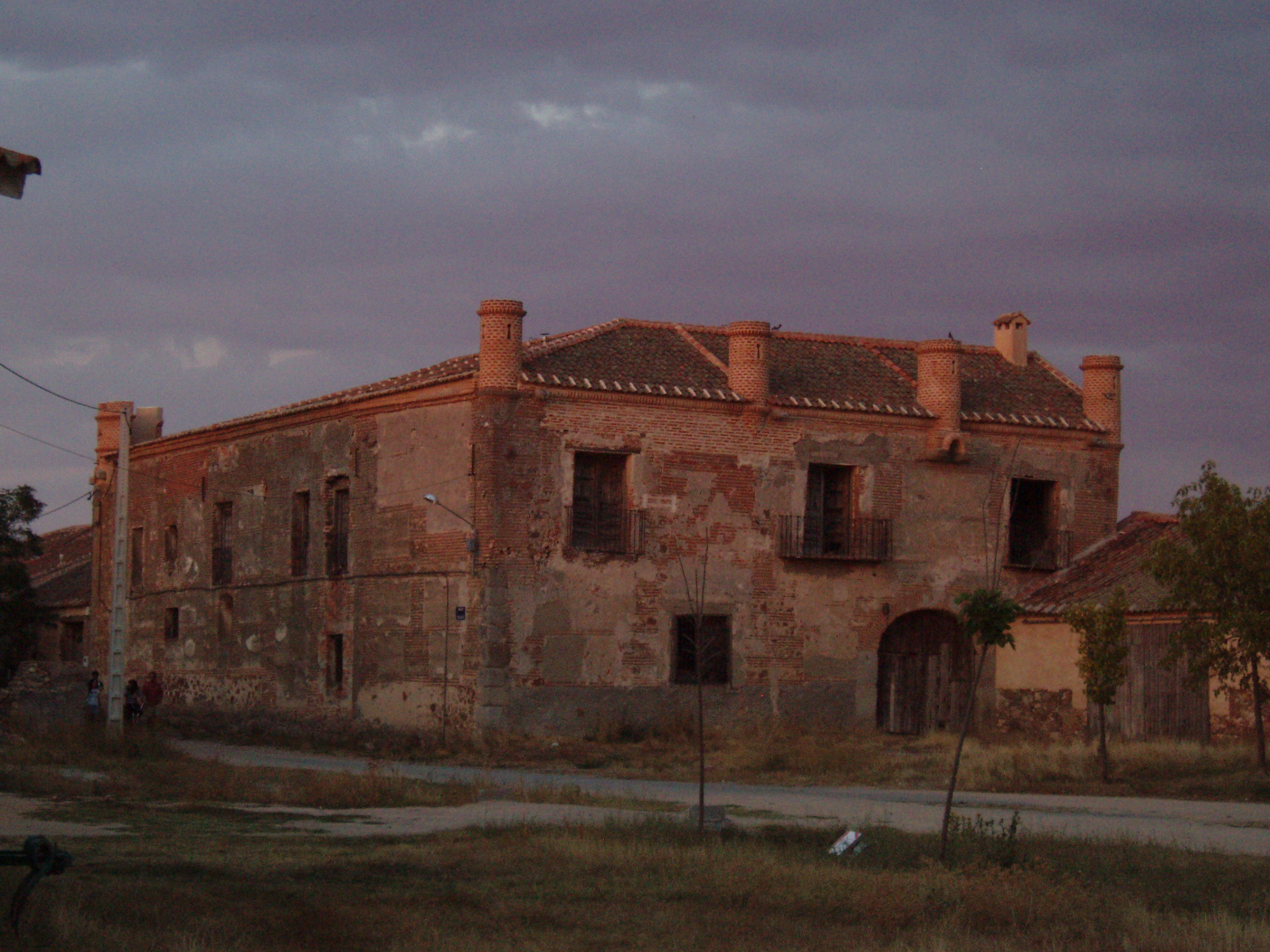
El palacio de Paradinas.

El palacio es en realidad una casona rural típica de los caballeros villanos que tanto abundaban en la Castilla medieval y que basaban su fortuna en las propiedades agrarias. Su construcción data de mediados del siglo XV, aunque posteriores reformas la dotan de huellas renacentistas, visibles aún en su patio columnado de estilo renacentista; su aspecto de fortaleza se reforzaba con los torreones que fueron derribados en la década de los cincuenta. Su primer dueño debió ser D. Juan Sánchez de Zuazo, Oidor de la Real Audiencia, siendo rey Juan II. Según Colmenares, fue constructor del famoso puente llamado de Zuazo en Cádiz. Sus descendientes emparentaron con los Jiménez, los Arias Dávila y Virués y una larga lista de Caballeros y nobles segovianos. Algunos de ellos ocuparon cargos de importancia en la administración del Nuevo Mundo. De casa principal durante la baja Edad Media, a lo largo de los siglos XVI y XVII esta casona se convirtió para sus huéspedes, en lugar de esparcimiento y recreo que era atendido por el mayordomo, criadas y hasta capellán propio.
Después de haber visitado el Centro de Interpretación Arqueológico, se puede dar un paseo por las tranquilas calles de Paradinas. Se invita al viajero a recomponer con la imaginación los vestigios que hoy quedan de la historia de los humildes; un viaje por la historia silenciosa de un pueblo castellano, en el que cada edificio nos habla, no sólo de la función para el que fue concebido, sino también de los anhelos que allí surgieron.
La ubicación del Centro de Interpretación Arqueológica, se sitúa en lo que debió ser la parte principal del pueblo a lo largo de los siglos modernos; desde aquí se pueden ver el Concejo viejo, el Hospital de Santa Ana, la iglesia y el palacio. No sería descartable que en su día el prado que hay delante fuese la plaza del pueblo.

### El Concejo viejo
El Concejo viejo fue utilizado hasta la mitad del siglo XIX, posiblemente su construcción date del siglo XV; allí eran convocados los vecinos para decidir los asuntos municipales: «a campana tañida, como es uso y costumbre de nos ayuntarnos en este lugar». Reuniones que durante los siglos XVIII o XIX se celebraban ordinariamente todos los viernes, con dos alcaldes y dos regidores elegidos anualmente por el mes de enero; al lado del Concejo hay un edificio del siglo XIX que perteneció al marqués de Castellanos, en el cual se guardaba el trigo y cebada perteneciente a las rentas de sus tierras en Paradinas, que por cierto eran muchas.

### El hospital de Santa Ana
El hospital de Santa Ana es un edificio del siglo XV que sirvió como lugar de acogida de pobres y enfermos; los Hermanos de la Cofradía de Santa Ana vigilaban su funcionamiento; hacia la mitad del siglo XVI, el licenciado D. Alonso de Zuazo, nació en Paradinas y enviado por Cisneros a Indias, "Oidor que fue de la Real Audiencia de la Ciudad de los Reyes del Perú", hizo una donación de tierras, con cuyas rentas se dio un gran impulso a las funciones caritativas que cumplía el Hospital; el cargo de hospitalero se nombraba anualmente en la festividad de S. Pedro y S. Pablo, día en que en el que también se remataban los distintos oficios y cargos de la institución tales como alcaldes, mayordomos, escribano, mullidores, etc.

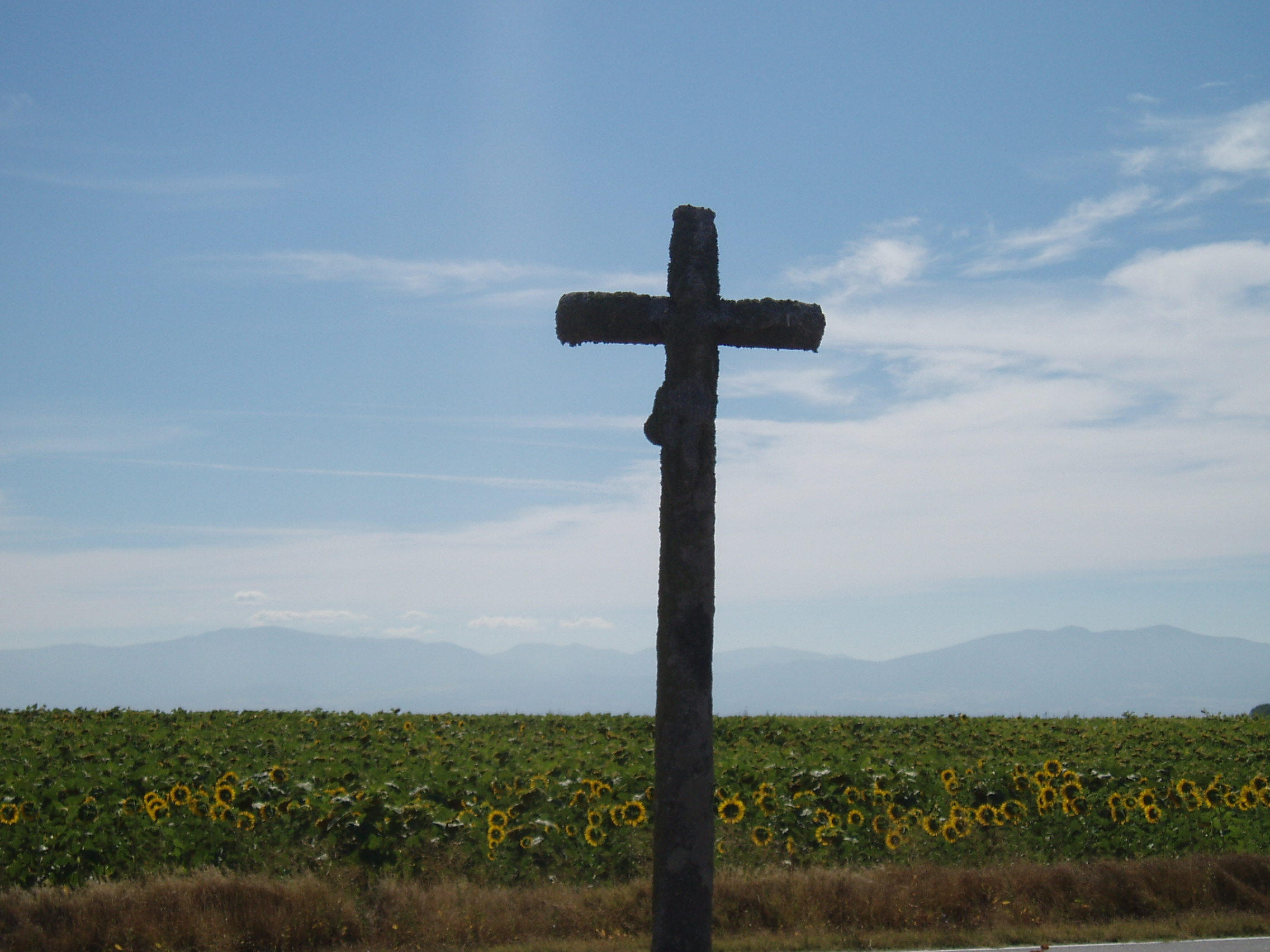
El Cristo de Paradinas

### Ermita del Cristo del Humilladero
Cerca de la iglesia se encuentra la que fue ermita del Cristo del Humilladero, de la que ya existen noticias en el siglo XVI. En ella se reunían los hermanos de la cofradía de las Cinco Llagas. A su lado esta El Cristo, lugar donde finaliza el Calvario que se realiza el Viernes Santo.

## La villa romana de Paradinas
La villa romana, originalmente era una morada rural cuyas edificaciones formaban el centro de una propiedad agrícola en la Roma Antigua, constituyen no obstante uno de los ejemplos más notables de edificación romana.

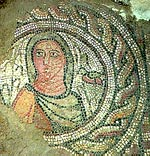
El Mosaico de Paradinas.

Situada a la entrada del pueblo viniendo desde Aragoneses; su existencia se conoce de forma documental desde el año 1865, existiendo en el Ayuntamiento un dibujo realizado en aquellas fechas por D. Pedro Hernández Useros, natural de Paradinas. Con mucha probabilidad estamos ante una villa de principios del siglo III d. C., tal vez de finales del siglo II d. C. que tendrá modificaciones en el siglo IV d. C., época de apogeo de este tipo de construcciones, para progresivamente declinar y tal vez arruinarse durante la ocupación visigoda. Las primeras intervenciones oficiales se producen en el año 1968, para posteriormente caer en el olvido y abandono. Tras la lamentable actuación arqueológica – se han perdido para siempre los mosaicos de varias habitaciones – el olvido administrativo se ha apoderado del resto de mosaicos que aún quedan y que podrían aportar un mayor conocimiento de la romanidad tardía en la Meseta.
Es en el bajo Imperio Romano (desde mediados del siglo III) donde surgen con mayor profusión las denominadas villae, alcanzándose en el siglo IV su periodo de máximo esplendor, para posteriormente sufrir un declive imparable con la entrada de los pueblos germánicos.

### Contexto histórico de la villa
El auge de las villae está proporcionado por el modelo económico-social del Bajo Imperio, definido en lo económico por la casi desaparición de los intercambios comerciales y la desmonetización y en lo social por la práctica simplificación en dos grupos, los possesores que son los grandes propietarios latifundistas, y los humiliores la gran mayoría, cuyas condiciones de vida empeoran inexorablemente.
Con este modelo, definido a grandes rasgos, las villas se convierten, en unidades económicas prácticamente autosuficientes, acentuándose así el proceso de ruralización del Bajo Imperio.

### La vida cotidiana en una villa

#### Organización de la villa
Una villa romana se compone fundamentalmente de dos partes, la villa propiamente dicha y el fundus que es la parte dedicada a explotación.
El fundus es administrado por el capataz – villicus -, y formando un caserío, generalmente disperso, se ven los hogares de los colonos; antaño pequeños propietarios agrícolas, estos colonos se acogen a la protección del señor. Su estatus jurídico evoluciona hacia la servidumbre y la adscripción a la tierra a la par que sus condiciones de vida se hacen insoportables.

#### Actividades económicas
En la villa de Paradinas predomina sin duda la actividad agraria pero esta se acompaña de la ganadería; ovejas, cabras, cerdos, en menor medida vacas, así como probablemente la cría de caballos se complementa con el cultivo del cereal. No es descartable la existencia de palomares, colmenas, cría de tencas, así como la caza de ciervos, jabalís, liebres y conejos.

#### Actividad artesanal
La autosuficiencia de una villa se hace posible con la existencia de actividades imprescindibles para la vida cotidiana; el herrero es necesario para el mantenimiento de los útiles agrícolas; el alfarero produce modestos recipientes al alcance de los colonos y la actividad textil se traduce en los pequeños telares de carácter familiar; también continúa la presencia esporádica de buhoneros que traen ciertos objetos que no se producen en la villa.

## Fiestas
Fiestas en honor a Ntra. Sra. de la Merced, 24 de septiembre, celebrándose la fiesta mayor el penúltimo fin de semana de septiembre.
Semana cultural y fiestas de la Asociación Cultural Fray Esteban de las Monjas y de la Asociación Juvenil las 9 y 5 la primera semana integra en agosto de lunes a domingo celebrando una gran fiesta el sábado.
El último domingo de octubre se celebra una procesión religiosa peculiar cuyo origen se debe a la entrega de un total de 505 santas reliquias a la cofradía local por el monje cartujo Esteban de las Monjas en 1854; desde entonces, el último domingo de octubre son sacadas en procesión en dos hornacinas: una contiene 365 reliquias, una por cada día del año, y la otra guarda, además, algún resto de madera de cruz y del pesebre de Jesucristo; no obstante, sólo una docena adjunta certificados de autenticidad de la Santa Sede. En tiempos de sequía es costumbre sacarlas en andas para rogar por la lluvia.
La fiesta de Santa Águeda se ha ido recuperando con el transcurso de los años, San Isidro (15 de mayo) y San Antonio (13 de junio) también se celebran en Paradinas.